# Capparidastrum grandiflorum
Capparidastrum grandiflorum är en kaprisväxtart som beskrevs av Cornejo och Iltis. Capparidastrum grandiflorum ingår i släktet Capparidastrum och familjen kaprisväxter. Inga underarter finns listade i Catalogue of Life.